# Liste der Biografien/Delc
Liste der Biografien |
Portal Biografien |
Personensuche
# |
A |
B |
C |
D |
E |
F |
G |
H |
I |
J |
K |
L |
M |
N |
O |
P |
Q |
R |
S |
T |
U |
V |
W |
X |
Y |
Z |
?
 
Da |
Db |
Dc |
Dd |
De |
Dg |
Dh |
Di |
Dj |
Dk |
Dl |
Dm |
Dn |
Do |
Dq |
Dr |
Ds |
Du |
Dv |
Dw |
Dy |
Dz
 
De A |
De B |
De C |
De D |
De E |
De F |
De G |
De H |
De J |
De K |
De L |
De M |
De N |
De P |
De Q |
De R |
De S |
De T |
De V |
De W |
De Y |
De Z 

Dea |
Deb |
Dec |
Ded |
Dee |
Def |
Deg |
Deh |
Dei |
Dej |
Dek |
Del |
Dem |
Den |
Deo |
Dep |
Deq |
Der |
Des |
Det |
Deu |
Dev |
Dew |
Dex |
Dey |
Dez
 
Dela |
Delb |
Delc |
Deld |
Dele |
Delf |
Delg |
Delh |
Deli |
Delj |
Delk |
Dell |
Delm |
Deln |
Delo |
Delp |
Delr |
Dels |
Delt |
Delu |
Delv |
Delw |
Dely |
Delz
Die Liste der Biografien führt alle Personen auf, die in der deutschsprachigen Wikipedia einen Artikel haben. Dieses ist eine Teilliste mit 25 Einträgen von Personen, deren Namen mit den Buchstaben „Delc“ beginnt.

## Delc

### Delca
- Delcambre, Victor-Joseph (1770–1858), französischer Général de brigade der Infanterie
- Delcamp, Jean-François (* 1956), französischer Gitarrist, Komponist und Herausgeber
- Delcampe, Bernard (1932–2013), französischer Fußballspieler
- Delcán, Olivia (* 1992), spanische SchauspielerinOlivia Delcán (* 1992)

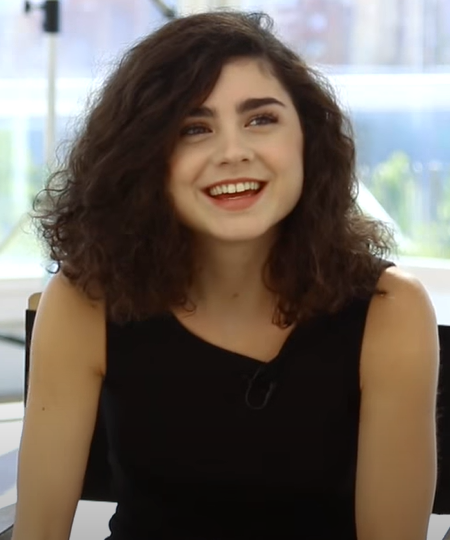
Olivia Delcán (* 1992)

- Delcassé, Théophile (1852–1923), Staatsmann der französischen Dritten Republik

### Delce
- Delcellier, Henri (1872–1967), französisch-kanadischer Klarinettist, Geiger, Chorleiter und Dirigent

### Delch
- Delchambre, Émile (1875–1958), französischer Ruderer

### Delci
- D’Elci, Raniero (1670–1761), italienischer Geistlicher, Erzbischof von Ferrara und Kardinal der Römischen Kirche

### Delcl
- Delclaux Is, Carles (* 1951), spanischer Textilkünstler
- Delcloo, Claude (1943–1992), französischer Jazzmusiker und Musikproduzent

### Delco
- Delcomminette, Sylvain, belgischer Philosophiehistoriker
- Delcommune, Alexandre (1855–1922), belgischer Afrikaforscher und Kolonialadministrator
- Delcon, Louis, belgischer Bogenschütze
- Delcourt, Alfred (1929–2012), belgischer Fußballschiedsrichter
- Delcourt, Frédéric (* 1964), französischer Schwimmer
- Delcourt, Jacques (1928–2011), französischer Karateka
- Delcourt, Léona (1902–1941), französische Künstlerin
- Delcourt, Marie (1891–1979), belgische Altphilologin, Religions- und Althistorikerin

### Delcr
- Delcroix, André (* 1953), belgischer Radrennfahrer
- Delcroix, Éric (* 1944), französischer Rechtsanwalt
- Delcroix, Hannes (* 1999), belgischer Fußballspieler
- Delcroix, Konstantin (1894–1982), deutscher Schauspieler und Regisseur
- Delcroix, Ludo (* 1950), belgischer Radrennfahrer
- Delcroix, Roger (1928–2010), belgischer Politiker und Gewerkschaftsfunktionär

### Delcu
- Delcuve, Jean Ghislain (1895–1963), belgischer Ordensgeistlicher, römisch-katholischer Apostolischer Vikar von Ubanghi Belga